# Stronghold Crusader
Stronghold Crusader is een real-time strategy ontwikkeld door Firefly Studios. Het spel kwam in 2002 uit voor Microsoft Windows. In het spel bouwt de speler een stad in de Middeleeuwen en probeert met een zelf opgezette leger de andere steden te vernietigen.
Het spel is het vervolg op Stronghold en in 2014 kwam het vervolg op Stronghold Crusader, Stronghold Crusader II, uit.

## Scenario's
De verscheidene singleplayerscenario's in het spel beslaan de Eerste, Tweede en Derde Kruistocht alsmede enkele andere conflicten met kruisvaardersstaten.